# Trumpchi Empow
La Trumpchi Empow (in cinese 影豹) è una autovettura prodotta dal 2021 dalla casa automobilistica cinese Trumpchi.

## Descrizione
La Trumpchi Empow è una berlina di segmento D prodotta dal Gruppo GAC con il marchio Trumpchi, più sportiva per differenziarsi dalla berlina compatta GA4.
La Empow è stata presentata in anteprima nel 2020 al salone di Guangzhou 2020 sotto forma di prototipo chiamato EMPOW55 Concept. La versione definitiva della Empow è stata lanciata ufficialmente durante il salone di Shanghai. Il telaio della berlina Empow è basato sul nuovo pianale modulare denominato GPMA (Global Platform Modular Architecture), con architettura a motore traversale con trazione anteriore.
Al lancio la vettura è alimentata da un motore turbocompresso a quattro cilindri in linea da 1,5 litri con 177 CV e 270 Nm di coppia abbinato ad una trasmissione costituita da un cambio a doppia frizione a 7 marce. Il tempo di accelerazione nello 0 a 100 km/h viene coperto 7 secondi. In seguito è stata introdotta una versione sempre con motore turbo da 2,0 litri abbinata a un cambio automatico a 8 velocità e una versione ibrida.